# Grande Ofensiva (Turquia)
A Grande Ofensiva (em turco: Büyük Taarruz) foi a maior e última operação militar da Guerra de Independência da Turquia, travada entre as Forças Armadas Turcas leais ao Governo da Grande Assembleia Nacional da Turquia e o Reino da Grécia, encerrando a Guerra Greco-Turca. A ofensiva começou em 26 de agosto de 1922 com a Batalha de Dumlupınar. Os turcos reuniram cerca de 98.000 homens, o maior número desde o início da guerra, para iniciar a ofensiva contra o Exército Grego de aproximadamente 130.000 homens.   De 31 de agosto a 9 de setembro, a frente percorreu uma distância de 300km enquanto as tropas gregas recuavam.  O exército turco não dispunha de veículos motorizados; as suas forças eram constituídas por unidades de infantaria e cavalaria, e o apoio logístico era fornecido por um sistema de abastecimento baseado em carros de bois. 
As tropas turcas chegaram ao mar em 9 de setembro com a captura de Esmirna. A operação terminou em 18 de setembro de 1922 com a captura de Erdeque e Biga. A derrota impressionante causou grande dissensão dentro do exército grego e uma perda geral de moral, o que levou à relutância em continuar lutando. Além disso, inúmeras divisões gregas foram cercadas e destruídas como unidades de combate eficazes, o que significava que o exército grego havia perdido suas capacidades ofensivas e era incapaz de organizar uma retirada controlada, resultando em numerosos prisioneiros de guerra gregos.

## Avanço
A ofensiva começou com a Batalha de Dumlupınar, onde o exército turco derrotou o exército grego em quatro dias, abrindo caminho para uma ofensiva rápida. Após a ordem de Mustafa Kemal Atatürk emitida nas Forças da Grande Assembleia Nacional da Turquia, a parte principal do Exército turco começou a se mover em direção a Esmirna e uma força secundária começou a se mover de Esquixequir em direção a Bursa.  O comandante-chefe das forças gregas na Ásia Menor, Nikolaos Trikoupis, rendeu-se em 29 de agosto.   Em 7 de setembro, Aidim, Germencik e Kuşadası caíram sob controle turco. Em 16 de setembro, as últimas tropas gregas deixaram Çeşme, e dois dias depois o III Corpo Grego deixou Erdeque. O Chefe do Estado-Maior Britânico expressou a sua admiração pela operação militar turca. 

## Galeria

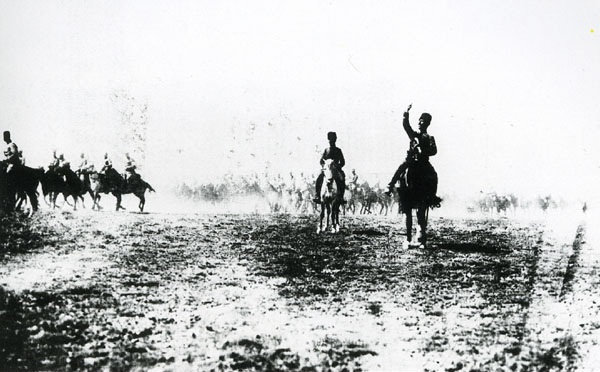
Cavalaria turca durante uma operação de limpeza
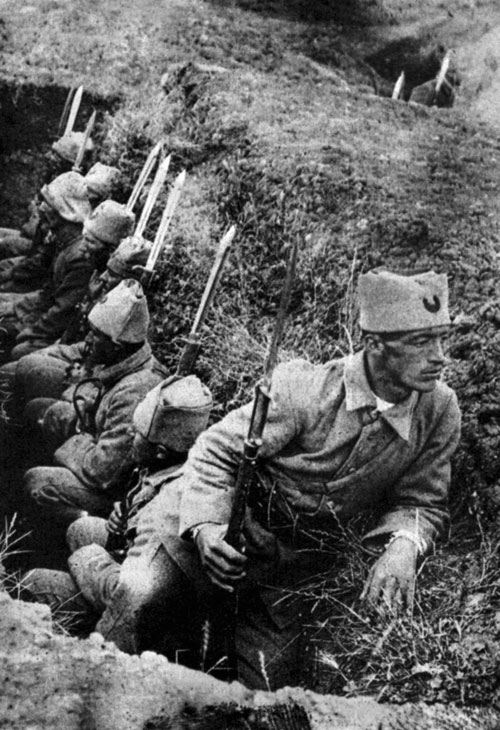
Infantaria turca em uma trincheira
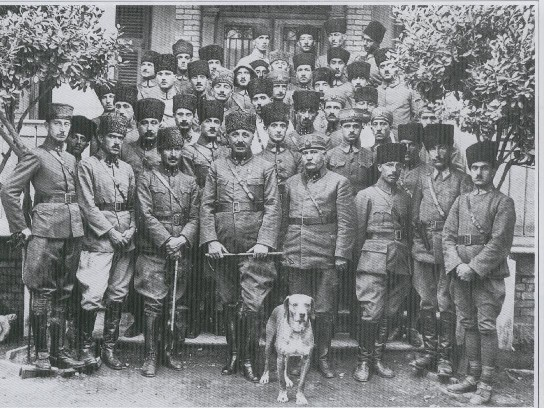
Fahrettin Altay e oficiais do V Corpo de Cavalaria
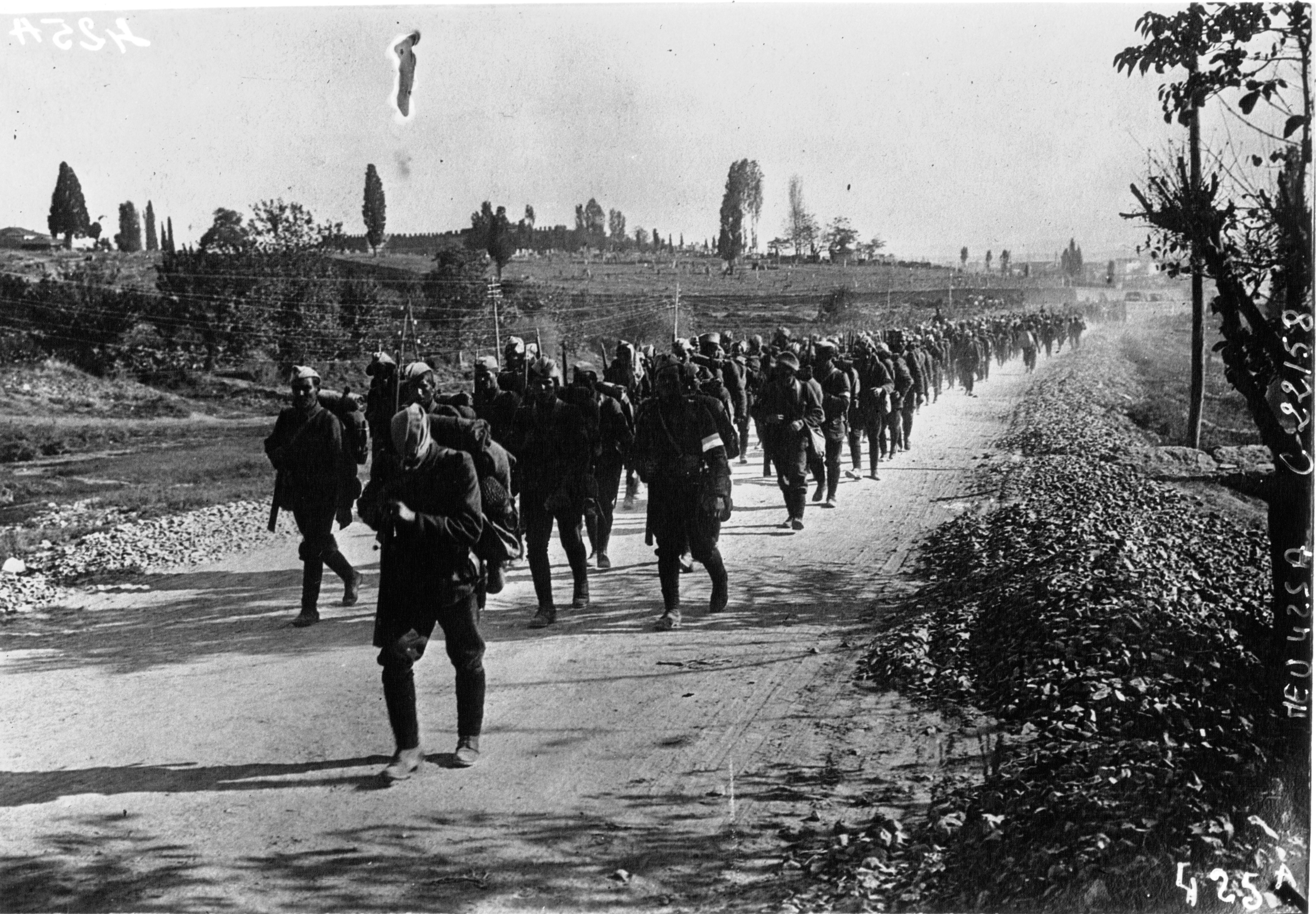
Soldados gregos em retirada
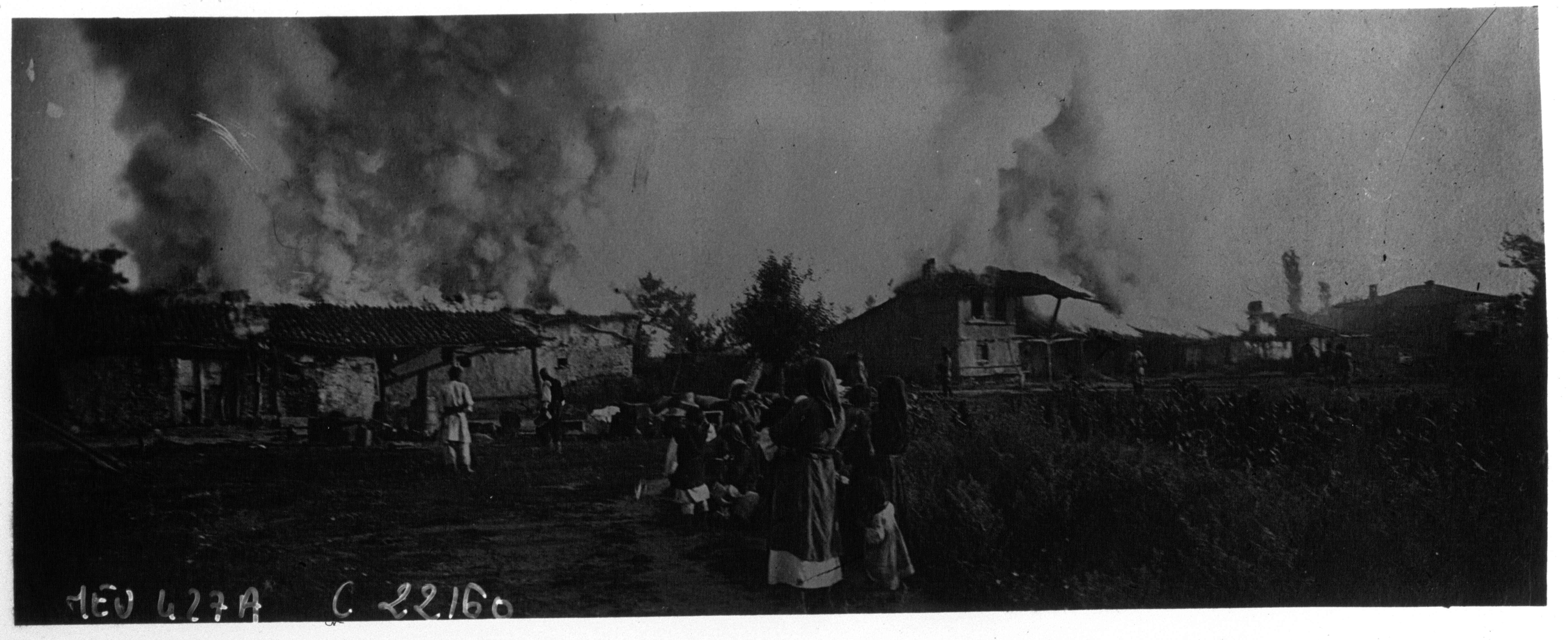
Uma aldeia turca incendiada pelas tropas gregas em retirada
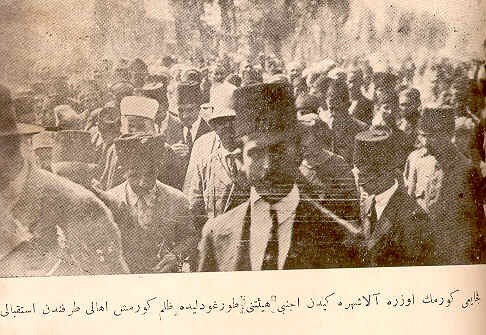
Inspeção da cidade incendiada de Turgutlu por um grupo de dignitários e jornalistas
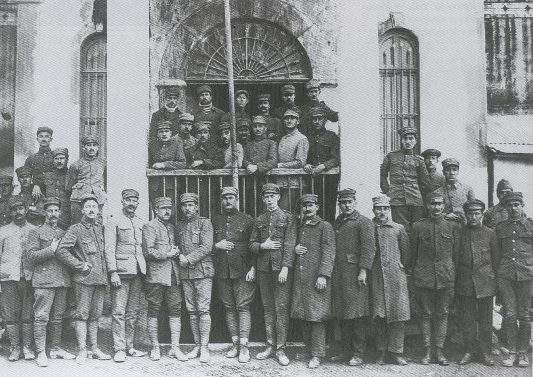
Oficiais de guerra gregos em Ancara
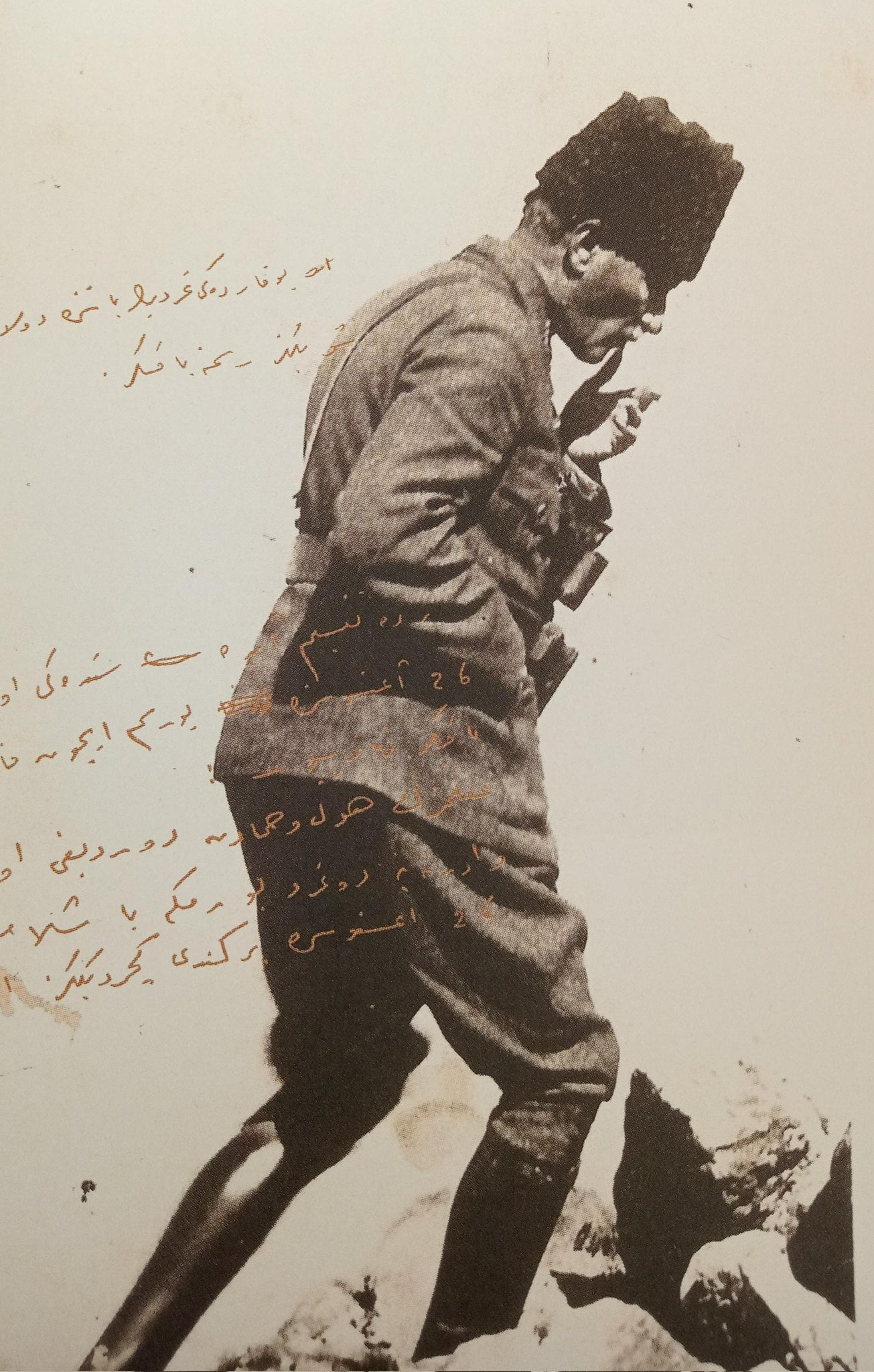
Mustafa Kemal Paxá na colina Kocatepe, Afyonkarahisar

## Ligações exetrnas
- "9 Eylül 1922 İzmir'in Kurtuluşu" ("9 September 1922 Rebelation of İzmir"), Tarihten Kesitler, General Staff of the Republic of Turkey. (em turco)
- İzmir Marşı (Izmir March) Arquivado em 27 maio 2011 no Wayback Machine (lyrics) in Google Videos. (em turco)